# Alice Springs (zpěvačka)
Alice Springs (* 1. května 1974, Praha) je česká zpěvačka populární hudby, skladatelka a textařka. Její rodné jméno je Alice Taťounová. Jméno Alice Springs si původně zvolila jako svůj umělecký pseudonym podle města v australském vnitrozemí; v roce 1991 si jej nechala změnit i v občanském průkazu.

## Umělecká dráha
Alice Springs vystudovala pražskou konzervatoř, obor klavír. První album Just připravovala ještě na konci studia a vydala jej v roce 1995. Titulní píseň Just se pak s českým textem pod názvem Jízda stala jejím prvním hitem.
Od roku 2008 vystupuje se skupinou Alice Springs Blues Band, jejíž vůdčí osobou je kytarista Yarda Helešic.
V roce 1995 získala hudební cenu Anděl v kategorii Objev roku.

### Záliby
Největší zálibou Alice Springs je hra na klavír. Soukromí si chrání, ale v textech odhaluje své niterné pocity.

## Diskografie
- Just (1995)[5]

- Dvacetdva (1996)
- Dej mi pusu (1998)
- Barvy (1999)
- Road Movie / The Best Of (2001)
- Život (2003)
- Piano Album (2008)[6]